# Rocky III – Das Auge des Tigers
Rocky III – Das Auge des Tigers ist ein US-amerikanischer Boxerfilm des Regisseurs und Schauspielers Sylvester Stallone aus dem Jahr 1982 und der dritte Teil der Rocky-Filmreihe. Der Film ist eine Co-Produktion von United Artists und Chartoff-Winkler Productions im Verleih der MGM/UA Entertainment Company und kam am 28. Mai 1982 in die US-amerikanischen und am 12. November 1982 in die deutschen Kinos.

## Handlung
Am Ende des Vorgänger-Films hat Rocky Apollo Creed im Titelkampf besiegt. Sein Traum, Weltmeister im Schwergewicht zu werden, ist in Erfüllung gegangen. Nun kann er sich alles leisten, wovon er immer geträumt hat, und seiner Frau das bieten, was sie sich immer gewünscht hat, z. B. ein großes Haus und einen luxuriösen Lebensstil. Von seinem alten Mentor und Trainer Mickey betreut, verteidigt Rocky in der Folge seinen Titel zehn Mal erfolgreich. Darüber hinaus ist er ein gefragter Mann in den Medien; so wird er zu einem Showkampf gegen den Wrestling-Champion Thunderlips für einen wohltätigen Zweck engagiert.
Gleichzeitig boxt sich der Newcomer Clubber Lang langsam, aber unaufhaltsam an die Stelle des Herausforderers Nummer eins. Die Gegensätze zwischen beiden Boxern werden auffällig herausgestellt: Lang ist arm und hungrig auf den Erfolg, während Rocky wohlhabend ist und sich im Erfolg sonnt. Als Lang Rocky während der Enthüllung seiner Gedenkstatue vor dem Kunstmuseum in Philadelphia herausfordert und beleidigt, drängt Rocky auf den Kampf, aber sein Trainer Mickey fährt dazwischen und erklärt, dass Lang keine Chance bekomme. Mickey denkt, Rocky sei vom Erfolg zu satt geworden, um gegen den „Killer“ Lang zu bestehen. Rocky aber überredet Mickey, den Kampf zu arrangieren und ihn noch einmal zu trainieren.
Doch das Training gerät zur Farce, da Rocky im bequemen Leben der Kampfgeist abhandengekommen ist. Mehr zur Show verkommen, muss ein schlecht trainierter Rocky schnell erkennen, dass Mickey, der unterdessen im Sterben liegt, recht hatte. Schwer getroffen von Langs harten Schlägen und mit den Gedanken bei seinem sterbenden Trainer, verliert Rocky durch K. o. in Runde 2. Sein Trainer Mickey stirbt kurz nach dem Kampf an Herzversagen.
Demoralisiert lässt sich Rocky von seinem alten Gegner Apollo Creed zu einem Rückkampf gegen Lang überreden. Er und sein ehemaliger Trainer Duke trainieren Rocky wie einen Neuling in Los Angeles, damit Rocky wieder das „Auge des Tigers“ bekommt. Rocky baut nach einem Prozess der Selbstfindung gestützt durch seine Frau Adrian neues Selbstbewusstsein auf. Auch die neuen und für Rocky bisher völlig fremden Trainingsmethoden (Tänzeln, Beweglichkeit, geschicktes Ausweichen und Kontern) zeigen Wirkung.
Als Rocky wieder in Form ist, fordert er Clubber Lang zu einem Rückkampf heraus, um den verlorenen Titel zurückzugewinnen und sich hiernach vom Boxsport zu verabschieden. Es beginnt ein harter Kampf, der in die ganze Welt übertragen wird. Diesmal gehen aufgrund Rockys neuer Strategie Clubbers Schläge oft ins Leere, bis er sich müde geboxt hat und unaufmerksam wird. Schließlich gewinnt Rocky durch K. o. Schlag und ist hiernach mit sich selbst im Reinen.
Der Film endet mit einem privaten Rückkampf der inzwischen zu Freunden gewordenen Rocky und Apollo, dessen mutmaßlicher Ausgang erst im Spin-off Creed verraten wird.

## Synchronisation
Die deutsche Synchronisation entstand nach einem Dialogbuch und unter Dialogregie von Arne Elsholtz im Auftrag der Berliner Synchron. Die meisten Synchronsprecher der ersten beiden Filme wurden nicht erneut verpflichtet, weshalb es zu einer Umbesetzung kam.
| Rolle                    | Schauspieler       | Sprecher           |
| ------------------------ | ------------------ | ------------------ |
| Robert „Rocky“ Balboa    | Sylvester Stallone | Thomas Danneberg   |
| Adrianna „Adrian“ Balboa | Talia Shire        | Susanna Bonasewicz |
| Paulie Pennino           | Burt Young         | Gerd Duwner        |
| Mickey Goldmill          | Burgess Meredith   | Herbert Stass      |
| Apollo Creed             | Carl Weathers      | Michael Chevalier  |
| James „Clubber“ Lang     | Mr. T              | Helmut Krauss      |
| Tony „Duke“ Evers        | Tony Burton        | Claus Jurichs      |
| Thunderlips              | Hulk Hogan         | Karl Schulz        |
| Barkeeper                | Don Sherman        | Hans Nitschke      |
| Bill Baldwin             | Bill Baldwin       | Hermann Ebeling    |
| Bürgermeister            | Gene Crane         | Lothar Blumhagen   |
| Dennis James             | Dennis James       | Eric Vaessen       |
| Jim Healy                | Jim Healy          | Jochen Schröder    |
| Lou Fillipo              | Lou Fillipo        | Otto Czarski       |
| Stu Nahan                | Stu Nahan          | Wichart von Roëll  |

## Hintergrund
- Der Titelsong Eye of the Tiger der Rockgruppe Survivor wurde ein Superhit.
- Die Dreharbeiten begannen im Mai 1981 unter anderem in Los Angeles, Las Vegas, Manhattan, Philadelphia und am Santa Monica Beach in Santa Monica. Sie wurden im August 1981 beendet.
- Der spätere Wrestling-Superstar Hulk Hogan hatte einen Gastauftritt als Wrestler Thunderlips.
- Der Künstler LeRoy Neiman hatte einen Cameoauftritt als Ringrichter und malte das Bild im Abspann, welches Rocky und Apollo Creed im Zweikampf zeigt.

## Auszeichnungen
- 1983 erhielt der Film je eine Oscar- und Golden-Globe-Nominierung für die „Beste Musik“ (Eye of the Tiger von Frankie Sullivan und Jim Peterik von der Gruppe Survivor), unterlag aber in beiden Wettbewerben dem Lied Up Where We Belong aus dem Film Ein Offizier und Gentleman.
- 1983 gewann er bei den Young Artist Awards den Preis „Bester Familienfilm“.

## Kritiken
Rocky III wurde relativ positiv bewertet. Der Film bekam bei IMDb eine Wertung von 6,8/10, bei Filmstarts 3,5/5☆ und im Google Play Store sogar 4,6/5☆.

„[…] ein prächtig fotografiertes Boxerdrama voll kaum verhülltem Rassismus und Chauvinismus.“

„Genau berechnete Unterhaltung, die geschickt die Gefühle anspricht und ihren Helden auf fragwürdig kritiklose Weise zum Vorbild mit Killerinstinkt stilisiert.“